# Автомат Фёдорова
Автомат Фёдорова, полное название — 2,5-линейная автоматическая винтовка Фёдорова — российская, а позже и советская автоматическая винтовка калибра 6,5 мм, разработанная оружейником Владимиром Григорьевичем Фёдоровым в 1913—1916 годах под патрон 6,5 × 51 мм HR его же авторства. Винтовка также была совместима с  6,5 × 50 мм SR Арисака, на котором «патрон Фёдорова» и был основан.
2,5-линейная автоматическая винтовка Фёдорова принята на вооружение Русской императорской армии в 1916 году, ею была укомплектована отдельная рота, имела ограниченное боевое применение в военных конфликтах первой половины XX века.

## Автоматическая (самозарядная) винтовка
За несколько лет до Первой мировой войны все ведущие мировые державы обладали хотя бы опытными образцами самозарядных или, как их тогда называли, автоматических винтовок. Над автоматической винтовкой работали не только иностранные конструкторы, но и «целая плеяда русских изобретателей и мастеров». Среди них надо отметить прежде всего Ф. В. Токарева и Я. У. Рощепея. Велись в то время опыты и с конструкциями Стагановича, Щукина, Васмунда и др.
Впрочем, в России разработками в этом направлении занимались исключительно в порядке личной инициативы, без какой либо государственной поддержки. Кроме того, у многих, в высших кругах руководства Российской империи, отношение к автоматическому оружию было негативным. Так, Николай II, случайно оказавшийся однажды на лекции Владимира Фёдорова в Михайловском артиллерийском училище, назвал автомат оружием неперспективным:

Патронов у нас не хватит для автомата, из винтовок стрелять надо.
Тем не менее, работы над созданием автоматической (то есть самозарядной) винтовки продолжались.
В 1907 году автоматическая винтовка системы В. Г. Фёдорова на основе винтовки системы Мосина была испытана на Ружейном полигоне Офицерской стрелковой школы в Ораниенбауме. В результате стало ясно, что переделка существующих моделей бесперспективна и необходимо создавать новую оригинальную конструкцию. Фёдоров не был освобождён от своих обязанностей, но в помощь ему начальник Ружейного полигона офицерской стрелковой школы Н. М. Филатов назначил слесаря В. А. Дегтярева.
В 1911 году В. Г. Фёдоров испытал 5-зарядную автоматическую (самозарядную) винтовку под отечественный патрон калибра 7,62×54 мм R. В 1912 году винтовка прошла полигонные испытания. Оказалось, что из трёхлинейной винтовки в среднем можно сделать около десяти выстрелов в минуту, а из автоматической — восемнадцать. Успешно прошли и другие испытания — на большое число выстрелов, на запыление, заржавление и т. д. В итоге Артиллерийский комитет принял решение заказать партию этих винтовок в количестве 150 штук для войсковых испытаний.
Успешная деятельность Фёдорова по проектированию автоматических винтовок была отмечена в 1912 году Большой Михайловской премией, вручавшейся раз в пять лет за наиболее выдающиеся изобретения в области артиллерии.
В то же время Владимир Фёдоров вёл работу по созданию нового патрона, специально приспособленного для использования в автоматическом оружии. Патрон Фёдорова имел дульную энергию около 3100 Дж (против 3600-4000 Дж у штатного русского 7,62-мм патрона), что делало его более пригодным для автоматического оружия (из-за меньшей отдачи и износа рабочих частей), и гильзу без выступающей закраины, которая позволяла осуществить его надёжную подачу из магазина большой ёмкости. Предварительные испытания дали благоприятные результаты, и Оружейный отдел в 1913 году постановил заказать 200 тысяч таких патронов для более широкой проверки.
В 1913 году В. Г. Фёдоров предоставил для испытания новую автоматическую (самозарядную) винтовку под 6,5-мм патрон собственной разработки. Испытания винтовка прошла успешно, и Сестрорецкому заводу был выдан заказ на 20 автоматических винтовок 6,5 мм. По словам самого Фёдорова:

Все работы были уже близки к окончанию. Оставалось сделать лишь последний шаг. И вдруг война! Распоряжение военного министерства прекращало все опытные работы.

## От винтовки к автомату

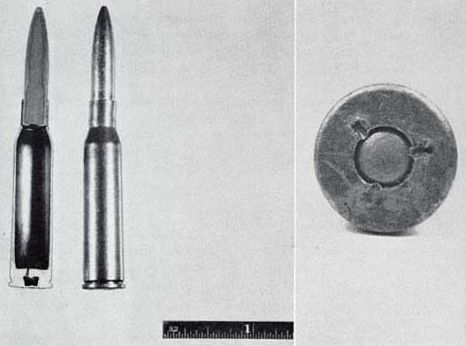
Патрон 6,5×50 мм Арисака

С началом Первой мировой войны все работы над новыми видами вооружения были приостановлены. Сам Фёдоров был командирован за границу для закупки винтовок.
В январе 1916 года полковник В. Г. Федоров, вернувшийся в Россию, особо касается вопроса об автоматическом оружии: «Заказываются не автоматические винтовки, а ружья-пулемёты, которые, по моему мнению, <…> в настоящее время имеют безусловно большее значение, чем упомянутые винтовки. <…> Если бы у нас даже и была <…> законченная автоматическая винтовка, <…> было бы нецелесообразно устанавливать её производство на заводах. <…> Полагаю, что и для нашей армии вопрос заключается лишь в необходимости самого широкого испытания в боевых условиях различных систем ружей-пулемётов и автоматических винтовок, причём <…> необходимо немедленно заказать некоторое количество до 3 или 5 тысяч автоматических винтовок, приспособленных для непрерывной стрельбы и имеющих магазин на 20-25 патронов. <…> Для установки производства необходимо подыскивать частную мастерскую».
В мастерских Ружейного полигона Офицерской стрелковой школы Фёдоров занялся переделкой своей системы в ружьё-пулемёт (как тогда называли ручные пулемёты). Сюда ещё летом 1915 года начальник школы генерал Н. М. Филатов затребовал детали 7,62-мм винтовки Фёдорова 1912 года и 6,5-мм винтовки 1913 года и добился перевода с Сестрорецкого завода главного помощника Фёдорова в работе над винтовкой В. А. Дегтярёва. Фёдоров ввёл в систему флажковый переводчик автоматического огня, подвижную крышку затвора, разработал серию сменных магазинов.
Не могло идти и речи об освоении и массовом производстве нового патрона Фёдорова, и конструктор приспособил свою винтовку под ещё более слабый японский патрон 6,5×50 мм Арисака с дульной энергией 2615 Дж. Эти патроны были закуплены правительством вместе с японскими винтовками Арисака и имелись на складах в значительном количестве. Основными производителями патронов японского образца для России были английские фирмы — Кайнок, королевский арсенал Вулвича, а также Петроградский патронный завод (200—300 тысяч в месяц, по данным заводского музея).

Патрон Арисака при стрельбе из Автомата Фёдорова имел дульную энергию 1960 Дж, и именно это значение закладывалось в техническое задание на новый промежуточный патрон на несколько вариантов калибров — 5,6 мм, 6,5 мм и 7,62 мм, но на более короткий ствол. Японский патрон был меньше фёдоровского, и винтовки приспосабливали под него, вставляя в патронник особый вкладыш.

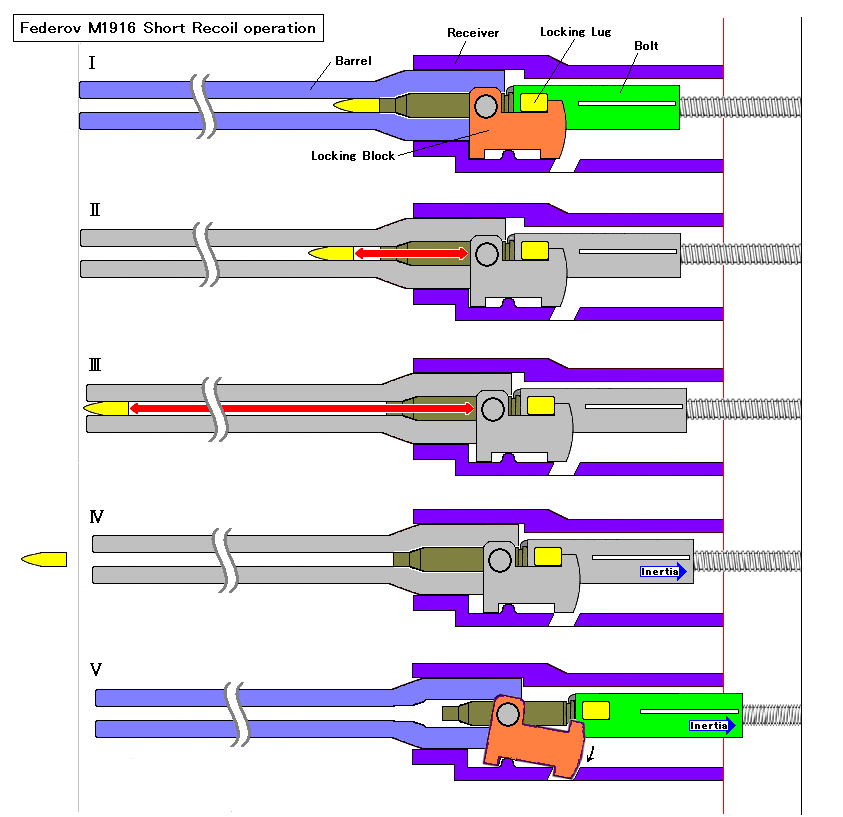
Затвор запирался двумя качающимися личинками, расположенными симметрично с двух сторон и вращающимися в вертикальной плоскости. Во время выстрела при отходе ствола назад эти личинки поворачивались и освобождали затвор, который после этого мог беспрепятственно отходить в крайнее заднее положение

В Офицерской стрелковой школе Ораниенбаума ружьями-пулемётами и автоматическими винтовками Фёдорова вооружили роту 189-го Измаильского пехотного полка в составе 158 солдат и 4 офицеров, после завершения обучения 1 декабря 1916 года отправленную на Румынский фронт. По данным Журнала 5-го Отдела Арткома ГАУ № 381 от 6 сентября 1916 года, роте были переданы:
- 8 шт. 6,5-мм ружей-пулемётов (автоматов) с магазинами на 15 патронов,
- 45 шт. 3-линейных автоматических (самозарядных) винтовок (несколько из них были приспособлены для установки магазина от пулемёта Мадсена и стрельбы очередями)[6].

На Румынском фронте автоматы Фёдорова были впервые применены в ходе боевых действий. Встал вопрос о вооружении новым оружием армии.
Начальник ГАУ генерал А. А. Маниковский ещё 23 октября 1916 года распорядился организовать производство 15 000 автоматических винтовок Фёдорова на казённом Сестрорецком заводе сначала полукустарным способом с последующим переходом на «машинную фабрикацию», при изготовлении черновых стволов Ижевским сталеделательным, а коробок — Путиловским заводом. Начальник Сестрорецкого завода предлагал привлечь и частные петроградские заводы, а сборку и отладку производить на Ружейном полигоне. В середине 1917 года сформировали комиссию по подготовке производства «ручного ружья-пулемёта» Фёдорова. Но Сестрорецкому заводу не удалось получить необходимые станки, так что организация нового производства здесь была очень затруднительна. Тогда в октябре 1917 года для производства винтовок Фёдорова выбрали строящийся пулемётный завод в Коврове, оснащаемый вполне современным оборудованием.

## Советский период
Таким образом, серийное производство автомата Фёдорова (название «автомат» закрепилось за винтовкой Фёдорова уже в 1920-х годах, с лёгкой руки начальника стрелкового полигона Н. И. Филатова) развернулось только после Октябрьской социалистической революции на Ковровском заводе (ныне завод имени Дегтярёва). При первоначальном заказе на 15 тысяч штук реально с 1920 по 1924 год было произведено 3200 автоматов.
В ходе гражданской войны боевое применение автоматов Фёдорова имело место в Карелии и на Кавказе.
В 1922 году в РККА началось создание отдельных рот, вооружённых автоматами Фёдорова.
В 1923 году автомат Фёдорова подвергся модернизации: новые прицел, ударный механизм и магазин дают основание говорить об образце 1923 года против старого образца 1916 года.
При Ковровском заводе было создано проектно-конструкторское бюро автоматического стрелкового оружия. С первых дней основания бюро Фёдоров совместно со своим ближайшим помощником Дегтярёвым и другими конструкторами проводил большую работу по проектированию унифицированных образцов оружия для пехоты, танков и авиации на базе автомата своей конструкции. Были разработаны ручной, станковый, танковый и авиационный пулемёты, а также спаренные и строенные конструкции. Однако все эти разработки остались только в опытном варианте, так как автомат Фёдорова в 1928 году был снят с вооружения РККА.
В 1928 году наркомат вооружений СССР принял решение о прекращении всех работ над оружием под 6,5-мм патрон и разработке для РККА пулемётов под штатный патрон 7,62×54 мм R.
В 1940 году, во время Зимней войны с Финляндией, некоторое количество автоматов вновь поступило в войска, сражавшиеся в Карелии.
В целом автомат Фёдорова, как указывал сам автор, оказался недостаточно надёжной и излишне сложной конструкцией, поэтому он не имел шансов стать массовым образцом вооружения. Впрочем, анализ единственного доступного на сегодняшний день достоверного источника по эксплуатации автомата — брошюры издания 1923 года — показывает, что основной проблемой автомата были не изъяны конструкции, а низкое качество конструкционных материалов — осадка деталей, наплывы металла и так далее, а также низкое качество поставляемых в войска боеприпасов.

## Система

Схематичное изображение работы механизма затвора в автомате Фёдорова

## Варианты и модификации
- Самозарядная винтовка Фёдорова образца 1907 года, калибр 7,62 × 54 мм R, интегрированный магазин на 5 патронов, создана на базе винтовки Мосина[11].
- Самозарядная винтовка Фёдорова образца 1912 года, калибр 7,62 × 54 мм R, съёмный магазин на 5 патронов, самостоятельная разработка Владимира Фёдорова[11].
- Автоматическая винтовка Фёдорова образца 1913 года, калибр 6,5 × 51 мм HR патрон Фёдорова, съёмный коробчатый магазин на 5 патронов, самостоятельная разработка Владимира Федорова[11].
- Автомат Фёдорова образца 1916 года, калибр 6,5 × 50 мм SR Арисака, съёмный коробчатый секторный магазин на 25 патронов, самостоятельная разработка Владимира Федорова[11].
- Автомат Фёдорова образца 1916 года, калибр 6,5 × 50 мм SR Арисака, съёмный коробчатый секторный магазин на 25 патронов, складные сошки, отсутствует передняя рукоятка, самостоятельная разработка Владимира Федорова[11].

Кроме того, в первой половине 1920-х годов на основе конструкции автомата Фёдорова было разработано семейство унифицированных серийно не производившихся образцов стрелкового оружия:
- 6,5-мм ручной пулемёт Фёдорова — Дегтярёва образца 1921 года с водяным, по типу пулемёта Максима, охлаждением ствола, сошками и коробчатым секторным магазином на 25 патронов;
- 6,5-мм ручной пулемёт Фёдорова — Дегтярёва образца 1921 года с радиатором, по типу пулемёта Льюиса, воздушного охлаждения ствола, сошками и коробчатым секторным магазином на 25 патронов;
- 6,5-мм ручной пулемёт Фёдорова — Дегтярёва образца 1922 года с воздушным, по типу пулемёта Мадсена, охлаждением ствола, сошками и коробчатым секторным магазином на 25 патронов;
- 6,5-мм ручной пулемёт Фёдорова — Дегтярёва образца 1922 года с воздушным охлаждением ствола и дисковым магазином на 50 патронов;
- 6,5-мм авиационный пулемёт Фёдорова — Дегтярёва образца 1922 года с воздушным охлаждением ствола и дисковым магазином на 50 патронов; устанавливался на самолёты И-1 Поликарпова, И-2 Григоровича, Р-1 Поликарпова и МР-1 Поликарпова;
- 6,5-мм спаренный авиационный пулемёт Фёдорова — Дегтярёва образца 1922 года с воздушным охлаждением стволов и двумя дисковыми магазинами на 50 патронов; устанавливался на самолёты И-1 Поликарпова, И-2 Григоровича, Р-1 Поликарпова и МР-1 Поликарпова;
- 6,5-мм спаренный ручной пулемёт Фёдорова — Шпагина образца 1922 года с воздушным охлаждением стволов, сошками и двумя расположенными вверху коробчатыми сектроными магазинами на 25 патронов;
- 6,5-мм строенный авиационный пулемёт Фёдорова — Шпагина образца 1925 года с воздушным охлаждением стволов и тремя дисковыми магазинами на 50 патронов; устанавливался на самолёты И-1 Поликарпова, И-2 Григоровича, Р-1 Поликарпова и МР-1 Поликарпова;
- 6,5-мм спаренный танковый пулемёт Фёдорова — Шпагина — Иванова образца 1925 года с воздушным охлаждением стволов и двумя расположенными вверху коробчатыми секторными магазинами на 25 патронов; устанавливался на танк Т-18 и бронеавтомобиль БА-27;
- 7,62-мм ручной пулемёт Фёдорова — Дегтярёва образца 1925 года с воздушным охлаждением ствола, сошками и расположенным вверху коробчатым сектроным магазинам на 25 патронов; глубокая модификация ручного пулемёта Фёдорова — Дегтярёва образца 1922 года, прямой предшественник ручного пулемёта ДП-27;
- 7,62-мм автоматическая винтовка Фёдорова — Симонова образца 1925 года с коробчатым сектроным магазином на 15 патронов; глубокая модификация автоматической винтовки Фёдорова образца 1912 года, прямая предшественница автоматической винтовки АВС-36.

## Отражение в культуре
- В компьютерной игре Battlefield 1 (2016) данный автомат, добавленный в дополнении «Во имя Царя», представлен у класса «Медик». Также для предзаказавших Battlefield V был доступен пулемёт Федорова-Дегтярева.
- В компьютерной игре Enlisted с обновлением «Битва за Сталинград» данный автомат был добавлен классу Штурмовик в кампании «Битва за Берлин», а позже и в кампании «Битва за Москву» за сторону Союзников.
- Добавлен в Call of Duty: WWII в ходе события «Летние деньки».
- Появляется в Call of Duty: Vanguard и Call of Duty: Warzone под названием «Автоматон».